# Apothéose de Corelli
 (mars 2023).
Pour les articles homonymes, voir Parnasse.

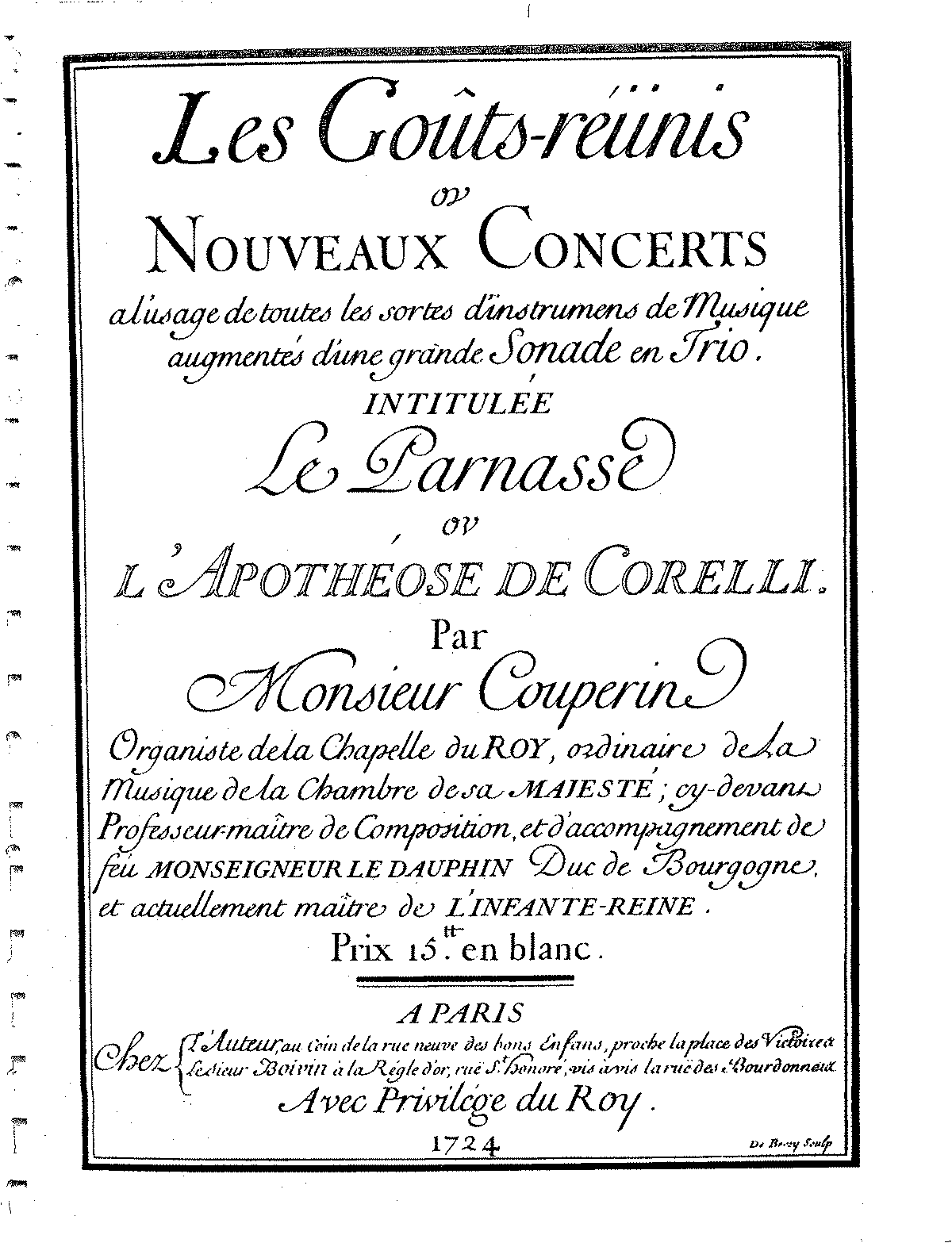
Page de titre.

Le Parnasse ou l'apothéose de Corelli est une sonate en trio de François Couperin, partie intégrante des Goûts réunis, parue en 1724. La sonade, selon le terme que Couperin tentera en vain d'imposer est destinée à deux dessus de viole et basse continue ou deux clavecins.

## Présentation

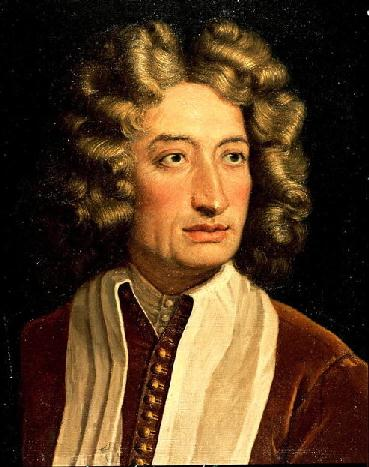
Arcangelo Corelli

Un des représentants principaux de la tradition musicale française du Grand Siècle et jusque pendant les années de la Régence, Couperin n'en est pas moins amateur et admirateur de la musique italienne, symbolisée et personnifiée de façon idéale à ses yeux par Arcangelo Corelli. Dès 1690, il avait publié sous un pseudonyme italianisant des sonades d'allure italienne, et expliquait :

« Charmé de celles [i.e. les sonates] du signor Corelli, dont j'aimeray les œuvres tant que je vivray ; ainsi que les ouvrages françois de Monsieur de Lulli etc. »

Couperin, bien plus que la majorité de ses contemporains, a en effet pour ambition de réconcilier ce qui semblait alors irréconciliable, tant la conception même, les traditions et les modes d'interprétation différaient entre la France et l'Italie.  
Il explique dans la préface du recueil des Nouveaux Concerts (dits Les Goûts réunis) :

« La musique Italiéne ayant le droit d'ancienneté sur la nôtre, on trouvera à la fin de ce volume une grande Sonade-en-Trio, qui a pour tître, l'Apothéose de Corelli [...] Si quelque jour ma Muse s'élève au dessus d'elle-même, j'oseray entreprendre aussi, dans un autre genre, celle de l'incomparable Monsieur de Lulli ; quoyque ses seuls ouvrages dûssent suffire pour l'immortaliser. »

Ce projet aboutira dès l'année suivante avec la publication de l'Apothéose de Lully.
La présente Apothéose, parfait exemple de musique à programme est un hommage au compositeur italien (mort en 1713) que Couperin imagine accueilli au Parnasse par les Muses, buvant à la source Hippocrène qui donne l'inspiration artistique, et finalement accueilli par Apollon lui-même.

## Programme de la sonate
L'Apothéose de Corelli comprend sept épisodes se terminant par l'admission de Corelli parmi les Muses, auprès d'Apollon. 
1. Corelli au pied du Parnasse prie les Muses de le recevoir parmi elles.
Mouvement d'introduction lent, « gravement ».
2. Corelli charmé de la bonne réception qu'on lui fait au Parnasse, en marque sa joye. Il continue avec ceux qui l'accompagnent.
Fugue de style libre, assez développée, « gaÿment ».
3. Corelli buvant à la Source d'Hypocréne ; sa troupe continue.
L'eau qui coule de la fontaine est suggérée par un flux de croches égales ondulantes
4. Entouziasme de Corelli causé par les eaux d'Hypocréne.
Un air joyeux, « vivement ».
5. Corelli après son entouziasme s'endort ; et sa troupe joue le Sommeil suivant.
Air évoquant un sommeil paisible, « très doux ».
6. Les Muses réveillent Corelli, et le placent auprès d'Apollon.
Air joyeux et enlevé, « vivement ».
7. Remerciment de Corelli.
Fugue de style libre, jubilatoire dans un style qui se veut italien, « gaÿment ».

## Discographie
- Ensemble à cordes :
  - L'Apothéose de Corelli - Sigiswald Kuijken, violon et viole de gambe ; Lucy van Dael, violon ; Wieland Kuijken, viole de gambe ; Robert Kohnen, clavecin et narrateur (17-21 janvier 1973, Sony/Seon)
  - Les apothéoses - Hespèrion XX : Monica Huggett et Chiara Banchini, violons ; Hopkinson Smith, théorbe ; Ton Koopman, clavecin ; Jordi Savall viole de gambe et direction ; Bernard Hervé, narrateur (12-19 mars 1985, Astrée / Alia Vox)
  - Apothéoses - London Baroque : Ingrid Seifert et Richard Gwilt, violons ; Charles Medlam, basse de viole et narrateur ; William Hunt, basse de viole ; Terence Charlston, clavecin (août 2001, BIS)
  - Apothéoses - Ricercar Consort, dir. Philippe Pierlot ; François Morel, récitant (2012, Mirare)
  - Il maestro famosissimo di violino - Ensemble Les Folies françoises, dir. Patrick Cohën-Akenine, violon et direction ; Marc Schapira, narrateur (septembre 2012, Cypres)
  - Cantates et petits macarons - Il Giardino d'Amore, Stefan Plewniak, violon et direction (1-3 juillet 2013, Ëvoe Records)
  - Apothéoses - Incogniti, dir. Amandine Beyer (2014, Harmonia Mundi)
  - Ariane consolée par Bacchus ; Apothéoses de Lully & de Corelli - Les Talens Lyriques, dir. Christophe Rousset - Aparté 2016
- Deux clavecins :
  - Musique pour deux clavecins - William Christie et Christophe Rousset - Harmonia Mundi 1998
  - Apothéoses - Olivier Baumont et Béatrice Martin, clavecins ; Claire Antonini, théorbe ; Julien Cigana, narrateur (Versailles, avril 2018, NoMadMusic)